# Interdit (Rome antique)
Pour les articles homonymes, voir Interdit.
L’interdit (en latin interdictum, pluriel interdicta) est, dans la Rome antique, un ordre rendu par un magistrat (un préteur ou un proconsul) par lequel il commandait à un ou à plusieurs particuliers, dans l'intérêt de la paix publique, de faire ou de ne pas faire quelque chose.
L'interdit est rendu par le magistrat en vertu de son imperium. Il s'oppose ainsi à l'action (actio) dans la mesure où cette dernière ne s'appuie pas sur l’imperium, mais sur la loi, et que dans ce cas, le magistrat ne prononce pas de décret, mais demande à un juge (iudex) d'instruire le litige et de prononcer une sentence.
D'abord prononcés oralement selon les circonstances, les principaux cas où des interdits seraient concédés furent plus tard annoncés à l'avance dans l'édit du préteur, ce qui ne dispensait pas les parties de venir demander, pour la forme, la délivrance d'un interdit, s'il y avait lieu. Enfin ce préliminaire tomba en désuétude, peut-être même avant l'usage des formules, et on donna sur-le-champ l'action comme si l'interdit avait été donné. Sous Justinien et depuis l'abolition de la procédure formulaire, probablement sous Arcadius et Honorius, les interdits sont remplacés par des actions utiles. 
On classe les interdits en :
- interdits prohibitifs ou prohibitoires (appelés plus spécialement interdicta). Ce sont des ordres de ne pas accomplir certains actes : ils se rapportent pour la plupart à un intérêt d'ordre public, ou à l'intérêt de la protection due à la possession.
- interdits impératifs (appelés plus spécialement decreta). Ce sont des ordres de faire : ils peuvent ordonner une restitution ou une remise en état (interdit restitutoire) ou ordonner d'exhiber une personne ou une chose (interdit exhibitoire).